# Blanca Ovelar

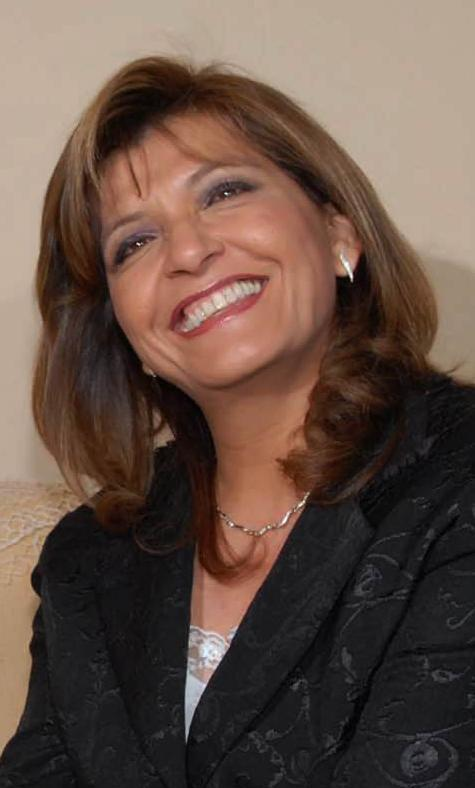
Blanca Ovelar

Blanca Margarita Ovelar de Duarte (sinh ngày 2 tháng 9 năm 1957) là một chính trị gia người Paraguay và là cựu Bộ trưởng Bộ Giáo dục. Cô là ứng cử viên đại diện cho Đảng Colorado trong cuộc bầu cử tổng thống Paraguay tháng 4 năm 2008, tuy nhiên cô đã bị đánh bại.
Ovelar được Tổng thống Nicanor Duarte ủng hộ và đề cử làm ứng cử viên đại diện cho Đảng Colorado tham gia tranh cử. Kết quả khảo sát ban đầu cho thấy Ovelar suýt đánh bại đối thủ của mình là cựu Phó Tổng thống Luis Castiglioni, trong buổi bầu cử được tổ chức vào tháng 12 năm 2007; tuy nhiên, kết quả cuối cùng đã thay đổi, gây nghi ngờ, dẫn đến việc thẩm tra. Vào ngày 21 tháng 1 năm 2008, Ủy ban bầu cử của Đảng Colorado tuyên bố rằng Ovelar đã giành chiến thắng với 45,04% phiếu bầu so với tỉ lệ 44,5% của Castiglioni, mặc dù Castiglioni tiếp tục được tuyên bố chiến thắng.
Cô là người phụ nữ đầu tiên ra tranh cử tổng thống ở Paraguay và sẽ trở thành nữ tổng thống đầu tiên của Paraguay nếu được bầu. Ứng cử viên phe đối lập Fernando Lugo đã giành chiến thắng trong cuộc bầu cử, được tổ chức vào ngày 20 tháng 4 năm 2008, qua đó lật đổ Đảng Colorado sau 61 năm cầm quyền liên tục. Ovelar thừa nhận cuộc đua với Lugo không khả quan.

## Liên kết mở rộng
- Campaign website
- Lugo Wins Election at AP via Yahoo News